# Crônica de Zuquenim
A Crônica de Zuquenim (português brasileiro) ou Crónica de Zuquenim (português europeu) (Zuqnin), também conhecida pela designação atualmente obsoleta de Crônica do Pseudo-Dionísio de Tel-Mare, é uma crônica escrita em siríaco sobre os eventos da Criação até 775 d.C. Seu nome deriva do mosteiro de Zuquenim, perto da cidade de Amida (atual Diarbaquir). O trabalho é preservado em um único manuscrito (Cod. Vat. 162) que atualmente está no Vaticano. Nenhuma recensão ou cópia é conhecida.
Existe em quatro partes. A primeira parte narra os acontecimentos até a época de Constantino e está em um sumário principal da Crônica Eusebiana; a segunda chega a Teodósio II e mantem-se próxima da História Eclesiástica de Sócrates de Constantinopla; a terceira estende-se até Justino II e reproduz a segunda parte da História de João do Éfeso (esta trecho da obra de João havia sido perdida); a quarta não é uma compilação como as demais, mas um trabalho original do autor, e chaga até 774-775, aparentemente a data em que estava sendo escrita. A quarta parte da crônica fornece uma detalhada referência da vida dos habitantes dhimmi da Mesopotâmia, Egito e Palestina durante a conquista muçulmana da Síria.
A historiadora do Oriente Médio, Bat Ye'or, descreve o conteúdo da quarta parte:
| “ | Naquela época, os dhimmis formavam a maioria da população rural: pequenos proprietários, artesãos, ou parte dos cultivadores agrícolas dos feudos atribuídos aos árabes; um campesinato judeu numeroso viveu ao lado de aldeões cristãos coptas: coptas, siríacos e nestorianos. Esta crônica revela os mecanismos que destruíram a estrutura social do campesinato dimi florescente em todo o Oriente islamizado. O processo contínuo de confisco de terras por infiltração de tribos de beduínos com seus rebanhos ou por árabes que se estabeleceram no momento da primeira onde de islamização foi agravada pela (abássida) prejudicial opressão fiscal do governo. | ” |

Originalmente Assemani atribuiu a Dionísio de Tel Mare, outro cronologista siríaco do fim do século VIII (dai "Crônica de Pseudo-Dionísio", um nome agora obsoleto). Na publicação da quarta parte por M. Chabot, foi descoberto e claramente provado por Theodor Nöldeke, e Nau, que a opinião de Assemani foi um erro, e que a crônica em questão era o trabalho de um escritor anterior, um monge do convento de Zuquenim. Este monge era um estilita chamado Josué. O autor era um amador, não um historiador de profissão. Seu objetivo era a instrução moral, não a história como tal, e ele foi acusado de plágio. No entanto, ele foi honesto, ou tentou ser honesto, no que ele contou.